# Сірьян Раве
Сірьян Раве (фр. Cyrian Ravet, нар. 5 вересня 2002, Ліон, Франція) — французький тхеквондист, бронзовий призер Олімпійських ігор 2024 року, чемпіон Європи.

## Виступи на Олімпіадах
| Олімпіада  | Дисципліна | Місце |
| ---------- | ---------- | ----- |
| Париж 2024 | до 58 кг   | 3     |